# Luther Jewett
Luther Jewett (* 24. Dezember 1772 in Canterbury, Windham County, Colony of Connecticut; † 8. März 1860 in St. Johnsbury, Vermont) war ein US-amerikanischer Politiker. Zwischen 1815 und 1817 vertrat er den Bundesstaat Vermont im US-Repräsentantenhaus.

## Werdegang
Luther Jewett besuchte bis 1795 das Dartmouth College in Hanover (New Hampshire). Nach einem anschließenden Medizinstudium begann er in Putney als Arzt zu praktizieren. Politisch schloss er sich der Föderalistischen Partei an, für die er in das Repräsentantenhaus von Vermont gewählt wurde.
Bei den Kongresswahlen des Jahres 1814, die staatsweit abgehalten wurden, wurde Jewett in das US-Repräsentantenhaus in Washington, D.C. gewählt. Dort trat er am 4. März 1815 die Nachfolge von William Strong an. Jewett absolvierte bis zum 3. März 1817 nur eine Legislaturperiode im Kongress. Nach seiner politischen Tätigkeit in der Bundeshauptstadt studierte Jewett Theologie. Nachdem er als Geistlicher ordiniert worden war, übte er dieses Amt zwischen 1821 und 1828 in Newbury aus. Danach kehrte er nach St. Johnsbury, seinem früheren Wohnort, zurück. Dort gab er zwischen 1828 und 1823 die Zeitung "Farmers Herald" heraus. Ab 1830 bis 1832 verlegte er auch die Zeitung "Free Mason’s Friend". Danach hat er keine weiteren öffentlichen Ämter mehr bekleidet. Er starb im März 1860 in St. Johnsbury und wurde dort auch beigesetzt.